# Тшепово (Мазовецьке воєводство)
Тшепово (пол. Trzepowo) — село в Польщі, у гміні Покшивниця Пултуського повіту Мазовецького воєводства.
Населення — 176 осіб (2011).
У 1975-1998 роках село належало до Цехановського воєводства.

## Демографія
Демографічна структура станом на 31 березня 2011 року:
|          | Загалом | Допрацездатний вік | Працездатний вік | Постпрацездатний вік |
| -------- | ------- | ------------------ | ---------------- | -------------------- |
| Чоловіки | 92      | 22                 | 61               | 9                    |
| Жінки    | 84      | 19                 | 45               | 20                   |
| Разом    | 176     | 41                 | 106              | 29                   |